# Device independent pixel
Device independent pixel (nebo také density-independent pixel, dip, dp) je fyzikální jednotka založená na souřadnicovém systému v počítačích, která představuje abstrakci pixelu pro použití v aplikacích, které si tento systém mohou převést na pixely vlastního zobrazovacího zařízení.
Běžné použití spočívá v přizpůsobení velikosti zobrazované informace na mobilních zařízeních. Abstrakce umožňuje aplikaci používat pixely jako měrný systém, a o převod těchto abstraktních pixelů do skutečných pixelů se stará grafický systém zařízení. Například na operačním systému Android je device independent pixel stejně veliký jako jeden pixel na displeji s rozlišením 160 DPI. Windows Presentation Foundation definuje jeden device independent pixel jako ekvivalent 1/96 palce.
Protože je dp jednotka s absolutní velikostí, může být vyjádřena v tradičních jednotkách, například na zařízeních s operačním systémem Android je jeden dp roven 1/160 palce nebo 0,15875 mm.
Zatímco klasické pixely jsou používány pouze pro zpracování výstupu na obrazovku, device independent pixely lze použít i při zpracování uživatelského vstupu, například vstupu pomocí dotykového displeje.